# Linn Blohm
Linn Blohm (nascida em 20 de maio de 1992) é uma handebolista sueca. Linn é surda do ouvido esquerdo.

## Carreira
Atua como pivô e joga pelo clube Midtjylland.
Foi medalha de bronze no Campeonato Europeu de Handebol Feminino de 2014.
Integrou a seleção sueca feminina que terminou na sétima colocação no handebol dos Jogos Olímpicos de Verão de 2016, realizados no Rio de Janeiro, Brasil.

## Conquistas
- Trofeul Carpati:
  - Campeã: 2015